# Adolfo Elizaincín
Adolfo Esteban Elizaincín Eichenberger  (Montevidéu, Uruguai, 9 de dezembro de 1947) é um lingüista e académico uruguaio.

## Publicações
- Atlas lingüístico diatópico y diastrático del Uruguay (ADDU), Vol. 1 (con Harald Thun). Kiel: Westensee Verlag, 2000
- El español en la Banda Oriental en el siglo XVIII (con Marisa Malcuori y Virginia Bertolotti). Montevideo: Facultad de Humanidades y Ciencias de la Educación, 1997
- Sociolinguistics in Argentina, Paraguay and Uruguay (ed.). Berlín: Mouton/De Gruyter, 1996
- Análisis del discurso. V Jornadas Interdisciplinarias de Lingüística. Montevideo 1987 (Comp., con Irene Madfes). Montevideo: Facultad de Humanidades y Ciencias de la Educación, 1994
- El español de América. Cuadernos bibliográficos. Argentina. Paraguay. Uruguay (con Nélida Esther Donni de Mirande, Germán de Granda Gutiérrez, Magdalena Coll). Madrid: Arco Libros, 1994
- Dialectos en contacto. Español y portugués en España y América. Montevideo: Arca, 1992
- Nos Falemo brasilero. Dialectos portugueses en Uruguay (con Luis Ernesto Behares y Graciela Barrios). Montevideo: Amesur, 1987
- Temas de Psico- y Sociolingüística (con Luis Ernesto Behares). Montevideo: Facultad de Humanidades y Ciencias, 1981
- Estudios sobre el español del Uruguay. I. Montevideo: Universidad de la República, 1981
- Bilingüismo en la Cuenca del Plata. Montevideo: OEA/OAS, 1975.